# Міжнародна федерація вітрильного спорту

Логотип Міжнародна федерація вітрильного спорту

Міжнародна федерація вітрильного спорту (англ. International Sailing Federation, ISAF) — головна всесвітня спортивна організація в області вітрильного спорту, член Асоціації міжнародних федерацій олімпійських літніх видів спорту. Утворена в жовтні 1907 року.
Штаб-квартира організації знаходиться в місті Саутгемптон, графство Гемпшир, Велика Британія.

## Історія
Нинішню назву організація отримала в 1996 році, коли був перейменований Міжнародний союз вітрильного спорту (англ. International Yacht Racing Union (IYRU)).

## Президенти
З 1906 по 1946 час від часу обирався голова для організації щорічних зустрічей.
- 1946-1955 — Ральф Гор, перший президент федерації.
- 1955-1969 — Пітер Скотт
- 1969-1986 — Беппе Кроче
- 1986-1994 — Петер Таллберг
- 1994-2004 — Пол Хендерсон
- 2004-2012 — Горан Петерсон
- 2012-донині — Карло Кроче